# Нюрнберг (футбольний клуб)
«Нюрнберг» (нім. 1. FC Nürnberg) — німецький професіональний футбольний клуб із Нюрнберга, Баварія.

## Досягнення
- Чемпіонат Німеччини
  - Чемпіон: 1920, 1921, 1924, 1925, 1927, 1936, 1948, 1961, 1968
  - Срібний призер: 1922, 1934, 1937, 1962
- Кубок Німеччини
  - Володар: 1935, 1939, 1962, 2007
  - Фіналіст: 1940, 1982

## Відомі гравці
- Андрій Полунін
- Ілкай Гюндоган
- Рюрік Гісласон
- Ангелос Харістеас